# 侯宝林
侯寶林（1917年11月29日—1993年2月4日），男，满族镶蓝旗人，出生於天津，中国大陆相声表演艺术家，第六代相声演员。先學演京劇，後改說相聲。1940年起，與郭啟儒搭檔，合演對口相聲。侯寶林注重相聲的理論研究，著有《相聲溯源》、《相聲藝術論集》等。他也是中国民主同盟成员。

## 生平
自幼家境貧寒，1922年四岁时被养母的二哥张金斌（其舅舅）从天津乘坐火车送到北京地安门内大街织染局胡同其妹夫侯连达夫妇为义子，起名侯保麟（曾用名侯世荣），侯宝林猜测自己是天津人。身为八旗子弟的养父侯连达在载涛府上当厨师，从懂事起，就饱尝了城市贫民生活的艰辛。
1925年秋，在北平市立第二十七小学（现北京市西城区厂桥小学）就读三个月（义学）。
1926年至1928年，养父失业，通过捡煤核、卖报纸、拉水车、要饭等方式维持家里生计。
1929年夏，開始學藝，拜师严泽甫，初學京劇，三个月后开始街头卖艺。
1930年，不堪师父师兄的虐待而逃跑，被养父送回，继续在天桥“撂地”演出。
1932年春，养母去世。全家搬至福寿里21号，师父离家赴太原演出。侯宝林随李四学京戏，一年内学会了《辕门斩子》、《捉放曹》、《牧虎关》、《四郎探母》等，最拿手的是《拾万金》。空闲时随崇佩林学会了太平歌词，有《韩信算卦》、《劝人方》等。还从常宝臣、聂文治那里听会了相声《杂学》。
1933年，在西单商场马绍箴的戏班唱京戏。毗邻相声艺人高德明、朱阔泉、汤金澄的相声场子。同年，开始表演相声，拜常宝臣为师。
1934年，因又唱京戏又说相声，遭到班主排挤，离开西单商场。
1937年7月，卢沟桥事变，日军入侵北京，娱乐业萧条。经朋友介绍在一纸店做短工，装订日历、月份牌。
1938年，侯连达失踪，传说是自缢身亡。朱闊泉收侯宝林为徒，一同拜师的还有李宝祺。
1939年，在天桥新民茶社首次登台表演相声。后经朱阔泉介绍，到西单商场与高德光等人同台演出。10月，侯宝林与陕西巷卖粥的连老头的女儿连秀贞结婚。一子夭折。11月，和师弟李宝祺到奉天（今沈阳）万泉茶社卖艺三个月。在公余茶社唱坠子的艺人乔立元无故被捕入狱，遭日伪警察折磨致死后，和师弟逃回北京
1940年，3月回到北平，发现妻子吸食鸦片。端午节左右，侯宝林来天津，正式在劇場和電台演出。以反串京剧名声大振，报纸上称他“唱功为相声第一人，学名伶皮黄最为神似”。同年，认识京剧演员王雅兰。
1944年初，侯宝林与连秀贞离婚。后与刘淑芳同居，留下两个孩子，长子耀中、女儿耀茹。后离婚。
1946年，回天津大观园演出，重遇王雅兰并产生感情。与小其5岁的天津京剧名角王雅兰恋爱结婚。年底，生子耀华。
1947年，在北平上海游艺社、西单游艺社演出。同台的有花小宝、王佩臣、谭凤元、谢芮芝、荣剑尘、连幼茹、孙书筠、马凤麟、宋慧玲、秋痕、关学增等。
1948年，生子耀文。
中華人民共和國成立後，致力于相聲革新，1950年參加北京相聲改進小組，先后任副组长、组长，創作反映建国后生活的作品。剔除舊相聲糟粕，純潔相聲語言，提高相聲藝術趣味和格調以便能迎合新的文化与政治环境。五十年代多次在怀仁堂为领导人演出。
1951年，3月随中国人民解放军赴朝慰问团去朝鲜，任曲艺服务队中队长。后改编为文工团，任副团长。10月，人全国政协列席委员，出席全国政协第一届第三次会议。
1952年，6月和郭启儒赴上海参加上海北方曲艺团工作。生女侯真珍（侯鑫）。
1954年生侯咪咪，1962年夭折。
1955年參加中央廣播說唱團，為中央人民廣播電台錄製大量相聲節目，多次深入工廠、農村和全國各地演出，對擴大相聲影響，提高相聲在藝術領域中的地位，做出了貢獻。
1960年，出席全国政协三届二次会议。参加第三次全国文代会。当选全国文联委员。
1961年，为贯彻第三次文代会精神，挖掘、整理《传统相声记录稿》四册，是一套当时仅供内部参考的重要资料。12月，为贯彻中央“暂时困难时期，应丰富精神生活”的指示，应邀去天津参加河北人民广播电台举办的《笑话晚会》，同去的有马季、于世猷、郝爱民、本年，收徒于世猷、郝爱民。
1962年，参加全国政协三届三次会议，会后又归队继续巡回演出，两个多月内全团共演出90场。本年，收徒李文欣。
1963年，在北京出席全国政协三届四次会议。收徒胡必达。
1964年，收徒丁广泉。
1974年，6月去北京针织总厂深入活动，实行同吃、同住、同劳动，为时一个月。8月由毛主席亲自提名为第四届全国人民代表大会代表。10月下旬，和郭全宝、许多、赵连甲、蔡兴林等人被派往胶东地区七、八个县深入生活，搞创作。
1975年，出席全国人大第四届代表大会。为在湖南养病的毛泽东录制了2段相声。这是侯宝林传世的几乎绝无仅有的音像作品。年底，去大庆油田体验生活。
1976年，1月，得知周恩来总理逝世消息，从大庆赶回北京参加追悼大会。11月底，在首都体育馆举行的“庆祝粉碎‘四人帮’大型文艺演出上，与郭全宝一起重登阔别10年的舞台（公演），并受到观众的热烈欢迎，谢幕多达11次。
1977年，由于创作和改编的许多新段子，在政审时均不得通过。又不愿违心表演指定节目，于是利用文革后补发的工资，潜心于文物收藏。
1978年，出席全国人大五届一次会议，并选入大会主席团。本年，收徒贾继光。
1979年退出藝術舞台，專事曲藝理論研究，與其他曲藝工作者合著了《曲藝概論》《相聲藝術論集》《相聲溯源》等著作。
1993年，侯宝林写的《毛主席听我说相声》在纪念毛泽东诞辰100周年的“毛泽东与我”征文活动中获一等奖。

## 社会兼职
曾任第四、五、六、七屆全國人民代表大會代表，中國曲藝家協會副主席，並應聘為北京大學等院校兼職教授。

## 轶事
侯宝林晚年才承认自己的民族是满族，晚年参加北京满族同胞迎新年联欢会，并出席新建的满族自治县成立典礼。

## 作品
有作品集《侯寶林相聲選》（1980年），其中有與其他人合作的相聲新作，有經他加工、整理過的傳統作品。代表作有：《婚姻與迷信》、《一貫道》、《妙手成患》、《夜行記》、《戲劇雜談》、《戲劇與方言》、《改行》、《關公戰秦瓊》等。這些作品大多具有犀利的諷刺鋒芒和強烈的藝術效果，為堅持相聲積極反映現實生活，努力塑造人物形像，發揮諷刺藝術特長等方面做出了有益的嘗試。

### 經典相聲段子

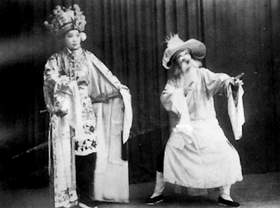
1940年，侯宝林演京剧。

- 北京話
- 改行
- 關公戰秦瓊
- 講帝號
- 空城計
- 賣布頭
- 三棒鼓
- 歪批三國
- 戲劇與方言
- 婚姻与迷信
- 戲劇雜談
- 戲迷
- 相面
- 陰陽五行
- 賊說話
- 捉放曹
- 醉酒
- 夜行记
- 买佛龛
- 文昭關
- 打百分
- 串調

## 藝術成就
侯寶林的相聲風格清新、灑脫、含蓄、優美，追求寓莊於諧、意高味濃的美學境界。他藝術態度嚴肅、認真，舞臺風度親切、自然、樸實、大方，語言節奏清晰、明快，形體動作自然、和諧並強調酣暢和含蓄、知識和趣味、評論和形像的結合。他善於摹擬各種方言市聲，摹擬各種類型人物的形態和多種戲曲流派的演唱風格。他的相聲表演不僅為中國人民所熟悉與喜愛，也為一些國際人士所矚目。1980年曾應邀赴日本訪問，考察了日本民間喜劇藝術漫才、落語的情況。

## 家庭
- 第一任妻子：卖粥老汉之女连秀贞，1939年10月结婚，1942年生侯双安，不久夭折。两人于1944年离婚。
- 同居伴侣：天津厨师之女刘淑芳，自1940年同居，生侯耀中，侯耀茹（女）[7]
  - 侯耀中长子侯震。
- 第二任妻子：京剧旦角王雅兰[3]，1946年结婚，生侯耀华、侯耀文、侯錱[8]（女，简化为“侯珍”）、侯咪咪（女，1955年生，7岁因病去世）
  - 侯耀华与妻子龚长青生侯军。
- 作家王朔等人说歌手谢东为侯宝林和单弦艺人马增蕙的私生子。[9]